# Mjölnerkratern

Mjölnerkratern (norska: Mjølnir-krateret, uppkallad efter Tors hammare Mjölner) är en av världens största meteoritkratrar, belägen i Barents hav utanför Norges kust, 370 km norr om kusten vid Båtsfjord och för övrigt rakt norr om Kirkenes och Sankt Petersburg.
Kratern upptäcktes på 1990-talet. Den ligger på 350 meters djup, är 40 km i diameter och dess ålder uppskattas till 142,0 ± 2,6 miljoner år (tidig krita). Meteoriten, förmodligen en asteroid, var uppskattningsvis 1,6 km bred och gav upphov till en tsunami som kan ha varit flera hundra meter hög när den slog mot Nordnorge, men den drabbade även norra Ryssland, Grönland och svepte söderut längs norska kusten.
Vid nedslaget kan meteoriten ha antänt oljelager och forskare vid Universitetet i Oslo uppskattar att 30 miljoner kubikmeter olja brann upp på 20 minuter innan havsvattnet släckte elden. Sot från branden har upptäckts i Sibirien.
Störningen av havsbotten kan ha frigjort stora mängder nitrat, fosfat och järn, som blev gödning och bidrog till en omfattande algblomning, vars spår i dag syns i sedimenten.
Detta var alltså lite mer än dubbelt så länge sedan som dinosauriernas utdöende för 65 miljoner år sedan, som sedan 1980-talet tros bero på att en 10 kilometer stor asteroid träffade jorden vid Mexikanska golfen.